# ロバート・ウィリアムズ (1763年没)
ロバート・ウィリアムズ（英語: Robert Williams、1695年? – 1763年5月18日）は、グレートブリテン王国の政治家。1740年12月から1741年までと1742年4月から1747年まで庶民院議員を務めた。

## 生涯
第2代準男爵サー・ウィリアム・ウィリアムズとジェーン・セルウォール（Jane Thelwall、1665年12月25日 – 1706年、エドワード・セルウォールの娘）の次男として、おそらく1695年に生まれた。1711年12月9日、オックスフォード大学ジーザス・カレッジに入学した。同年にグレイ法曹院に入学、1718年に弁護士資格免許を取得、1737年にグレイ法曹院の評議員に選出された。
1727年イギリス総選挙でモンゴメリー選挙区から出馬した。モンゴメリー選挙区の有権者はモンゴメリー、スランイドロイス、ウェルシュプール、スランヴィリンの自由市民（freeman）で構成されており、4町の合計ではウィリアムズ475票、ウィリアム・コーベット128票だったが、モンゴメリーのみ計算した場合はウィリアムズ29票、コーベット107票だった。そのため、選管は2人とも当選したと宣言し、決定は庶民院に委ねられたが、庶民院が証拠や前例ではなく、党派に基づいて投票したため、1728年4月に「有権者はモンゴメリーの自由市民に限定される」と議決してコーベットの当選を宣言した。
1740年12月、モンゴメリーシャー選挙区の補欠選挙に出馬して、無投票で当選した。1741年イギリス総選挙では兄ワトキンがデンビーシャー選挙区で落選したため、議席を兄に譲ったが、選挙申し立てにより1742年2月にワトキンがデンビーシャー選挙区で逆転当選すると、ワトキンはモンゴメリーシャーの議席を返した。
議会では常に野党側で投票した。その後、1747年イギリス総選挙で立候補せず、議員を退任した。1763年5月18日に死去した。

## 家族
アーサー・ウィリアムズ（Arthur Williams）の娘ミュリエル（Muriel）と結婚したが2人の間に子供はいなかった。